# روبرت ماك
روبرت ماك (Róbert Mak) (مواليد 8 مارس 1991) هو لاعب كرة قدم. يلعب مع منتخب سلوفاكيا لكرة القدم.

## وصلات خارجية
- روبرت ماك على موقع الاتحاد الدولي (مؤرشف)  (الإنجليزية)
- روبرت ماك على موقع الاتحاد الأوربي (الإنجليزية)
- روبرت ماك على موقع قاعدة بيانات كرة القدم.إي يو (الإنجليزية)
- روبرت ماك على موقع بيانات كرة القدم. دي إي (الألمانية)
- روبرت ماك على موقع ناشيونال فوتبول تيمز (الإنجليزية)
- روبرت ماك على موقع Soccerway.com (الإنجليزية)
- روبرت ماك على موقع عالم كرة القدم.نت (الإنجليزية)
- روبرت ماك على موقع AS.com (الإسبانية)

- National Football Teams